# Sabelianismo
No cristianismo, sabelianismo (também conhecido como monoteísmo modalista, patripassianismo, unicismo, monarquianismo modal ou simplesmente modalismo) é a crença "unicista" de que Deus em sua unicidade se manifestou em carne e não em três pessoas distintas. Não ser confundido com a crença do Unitarismo, que rejeitam a trindade, afirmando que Deus é singular e único.
O termo sabelianismo deriva-se de Sabélio, um bispo do século III d.C. e defensor da tese. Ele foi um discípulo de Noeto, motivo pelo qual os seguidores desta crença são chamados nas fontes patrísticas de noecianos. Já em outras fontes o chamava de patripassianismo.

## Significado e origens
O sabelianismo histórico ensinava que Deus Pai era a única existência verdadeira de Deus, uma crença conhecida como monoteísmo absolutista. Um autor descreveu o ensinamento de Sabélio assim: A verdadeira questão, portanto, se torna esta, o que constitui o que chamamos de 'pessoa' na Divindade? É original, substancial, essencial à própria divindade? Ou é parte dos desenvolvimentos e formas de aparecer que a Divindade criou para si e para suas criaturas? A primeira opção, Sabélio negava. Esta última ele admitia completamente.

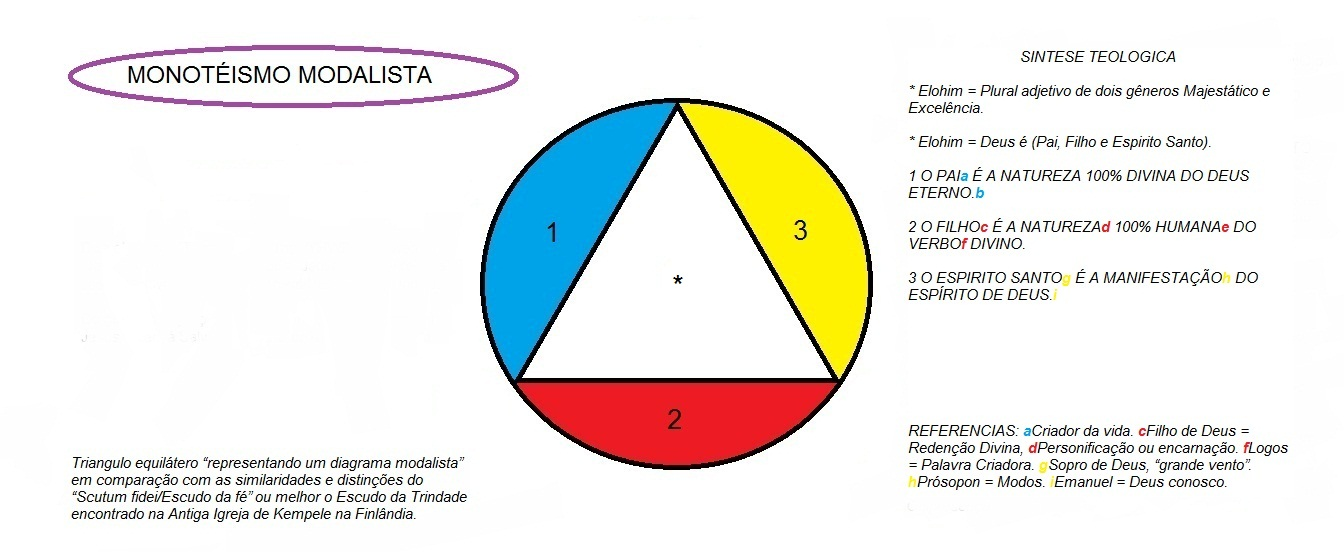

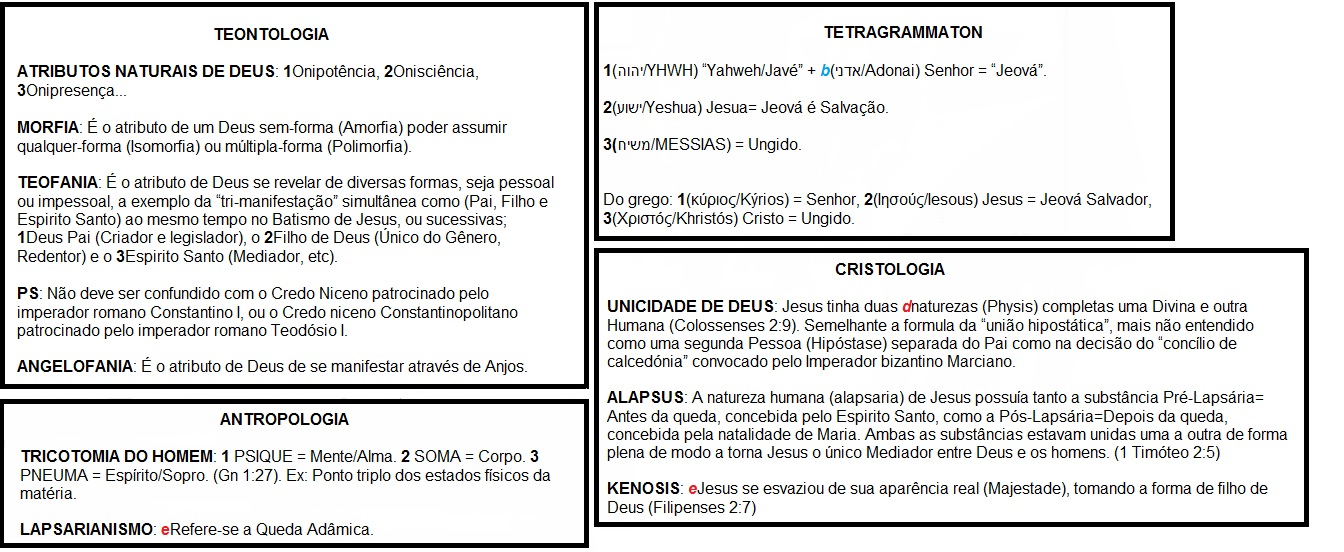

Os modalistas afirmam que o único número atribuído a Deus na Bíblia é "Um" e que não existe nenhuma trindade inerente atribuída a Deus explicitamente nas Escrituras. O número três nunca é mencionado na Bíblia com relação a três deuses, ou seja, "Deus pai, Deus filho e Deus Espirito Santo".
O numero três sempre aparece como manifestações da divindade, ou seja, Deus pai, o Filho de Deus (Único do gênero), e o Espirito Santo de Deus. Ex: Mateus 28:16–20 (chamado de "Grande Comissão), 2 Coríntios 13:14. A Comma Johanneum, é desacreditado por muitos académicos, esta é uma passagem considerada como interpolada em 1 João 5:7, onde não se encontra na maioria dos textos antigos e ficou conhecida principalmente pela tradução do rei James e em algumas versões do Textus Receptus e que não é incluída na maior parte das versões críticas modernas.
Já os trinitários acreditam que os três membros da Trindade estavam presentes como seres aparentemente distintos no batismo de Jesus e acreditam que há outras evidências nas escrituras para a crença trinitária (veja trinitarismo).
Modalismo tem sido principalmente associado com Sabélio, que ensinava uma forma dele em Roma no século III d.C. como um discípulo de Noeto e Práxeas.
Hipólito de Roma conheceu Sabélio pessoalmente e o mencionou na Philosophumena e sabia que Sabélio não gostava da teologia trinitária, mas ainda assim atribuiu a heresia à Calisto e Noeto, mas não a Sabélio, que ele diz ter sido pervertido. O sabelianismo foi adotado pelos cristãos da Cirenaica, a quem Demétrio, Patriarca de Alexandria escreveu cartas argumentando contra a crença [carece de fontes?].
Acredita-se também que o termo grego homoousia ou "consubstancial", que era o favorito de Atanásio de Alexandria na controvérsia ariana, foi de fato um termo proposto por Sabélio e, por isso, era utilizado com ressalvas pelos seguidores de Atanásio. A objeção ao termo era a de que ele não existe nas escrituras e tem uma "tendência sabeliana".

### Derivação da filosofia grega
O monarquianismo modal originou-se da influência da filosofia grega pagã, incluindo as teses de Euclides e Aristóteles, que baseavam sua lógica no monismo e nos argumentos aristotélicos sobre o conceito da energeia (energia) chamada metafísica. Como o conceito que a ontologia (também chamada de metafísica) podia ser reduzida ou para uma única substância detectável (chamada de teoria da substância) ou um único ser (o conceito do Absoluto), a lógica aristotélica foi a forma com que, ontologicamente (via metafísica)[nota a], o filósofo helênico (pagão) Aristóteles pôde racionalizar para desconstruir a consciência humana, sua existência e o próprio ser para conseguir representar o seu ponto de vista da Mônade ou "unicidade" (unidade de todas as coisas), como unidade ou unicidade na "ideia" de Deus e a substância de Deus (ousia) como essência ou categoria universal acima do ser finito.
Modalismo é a ideia de Deus como esta única substância ou ser chamado em grego de ousia (São João Damasceno dá a seguinte definição do valor conceitual dos dois termos em sua dialética: Ousia é a coisa que existe por si própria e que não precisa de mais nada para sua consistência. Novamente, ousia é tudo que 'subsiste' por si e que não tem sua existência em outra coisa.):pg. 51-55. Esta ousia que então emana sequencialmente várias realidades infinitas (hypostasis) e não-criadas. Sabélio foi um dos primeiros teólogos cristãos que aplicou este raciocínio metafísico pagão (lógica aristotélica) no cristianismo. Ele tentou reduzir cada uma das hipóstases de Deus a simples "modos" da essência de Deus :pg. 44-67, uma única essência ou ousia, removendo assim qualquer distinção entre as existências de deus e a essência de Deus:pg. 44-67.
Posteriormente, estas realidades foram novamente representadas pelos filósofos não cristãos após o aparecimento do cristianismo, como o neo-platonismo que as representou como se amalgamando e fundindo uma na outra. Para Plotino, a Mônade ou Um (o dynamus, dunamis, potencial, potentia) e o Díade (criador, energeia, ato) ambos emanam a Tríade, Trindade (Espírito ou anima mundi). Plotino então reconciliando Aristóteles e Platão em suas obras, as Enéadas. Plotino ensina ainda que a energia ou ato tem que ter força ou potencial para emanar (dunamis ou potential definido como uma vitalidade indeterminada de acordo com A. H. Armstrong). Estas realidades se fundem em um mundo material (cosmos) ou Universo. Assim, Tomás de Aquino, em seu "Cinco Provas da Existência de Deus", inicia sua prova a partir de raciocínios de filósofos pagãos sobre a existência de um deus criador (demiurgo)

## O Espírito Santo é  Deus em espírito
Diferentemente do que é ensinado pelos trinitários, que Jesus seria a segunda pessoa de uma Divindade e o Espírito Santo a terceira pessoa, os sabelianistas acreditam que o Espírito Santo é a Pessoa de Deus.

### O Espírito Santo é por diversas vezes chamado de Cristo, Messias, ou Espírito do Messias.
Os sabelianistas afirmam que o Espírito Santo é chamado de Espírito de Jesus Cristo (Fp 1:19); de o Espírito do Filho (Gl 4:6); e em 2Co 3:17 fala-se do Espírito do Senhor. Em suma, o Espírito que habita em Jesus Cristo não é outro, senão o Espírito Santo. Há um só Espírito (Ef 4:4), o Espírito de Jesus Cristo que é o Espírito Santo.
a. O Espírito de Cristo estava nos profetas do A.T. (1Pe 1:10 e 11);
| “Os profetas indagaram” | “Indicadas pelo Espírito de Cristo” |

b. Jesus ressuscitará os que nele creem no último dia (Jo 6:40); os pormenores registrados em Rm 8:11 dizem que o Espírito vivificará o nosso corpo mortal;
| “Eu o ressuscitarei no último dia” | “Por meio do seu Espírito” |

c. Em Jo 14:16 diz que o Pai enviaria outro Consolador, a saber, o Espírito Santo, embora, em Jo 14:18, Jesus tenha dito: “Não deixarei órfãos, voltarei para vós outros”. Em outras palavras, o Consolador é Jesus em outra forma: em Espírito, e não em carne. O Senhor explicou isso no Vers. 17 dizendo que o Consolador já habitava entre os discípulos e que Ele logo estaria neles, indicando a Sua onipresença;
| “Ele vos dará outro Consolador” | “Voltarei para vós outros” |

d. Em Ef 3:16, em comparação com 3:17, verifica-se que aquele que tem o seu homem interior fortalecido com poder mediante o Espírito do Pai, tem Cristo habitando no seu coração;
| “Mediante o seu Espírito” | “E, assim, habite Cristo no vosso coração” |

e. Em Ef 5:26 diz que Jesus Cristo santifica a igreja e em 1Pe 1:1 e 2 diz que o Espírito santifica os eleitos, que é a igreja;
| “Para que (Cristo) a santificasse” | “Em santificação do Espírito” |

f. O Espírito é nosso intercessor (cf. Rm 8:26); mas, em Hb 7:25, diz que Jesus é o nosso intercessor;
| “O Espírito intercede por nós” | “Vivendo sempre para interceder por eles” |

g. Segundo Mc 13:11, Espírito Santo nos dirá o que falar em tempos de perseguição; porém, segundo Lc 21:15, Jesus dará palavras e sabedoria para falar.
| “Não sois vós os que falais, mas o Espírito Santo” | “Eu vos darei boca e sabedoria” |

h. Em At 16:6 diz que o Espírito Santo impediu Paulo e Timóteo de pregar o evangelho na Ásia, mas logo em seguida, no Vers. 7, diz que o Espírito de Jesus não os permitiu ir para regiões da Ásia, antes, Deus (Vers. 10) os direcionava para Macedônia.
| “Impedido pelo Espírito Santo” | “Espírito de Jesus não o permitiu” | “Concluindo que Deus nos havia chamado” |

A comparação entre versículos da Bíblia como vimos acima, se chama paralelismo. As palavras de Deus não se contradizem, tampouco se enganam. Os judeus examinavam as Escrituras procurando a vida eterna, mas o Senhor os advertiu dizendo que elas mesmas testificam a Seu respeito (cf. Jo 5:39).
Assim, irmãos, não sejamos néscios e tardos de coração para crer em tudo o que os profetas disseram para que com o entendimento aberto compreendamos as Escrituras.
“[…] E, se alguém não tem o Espírito de Cristo, esse tal não é dele.” (Rm 8:8)

## Críticas históricas ao sabelianismo
As principais fontes para o monarquianismo inicial do tipo modal são Tertuliano (Adversus Praxean), Hipólito de Roma (Contra Noetum - fragmento) e a Philosophumena. Contra Noetum e a perdida Syntagma foram usadas por Epifânio de Salamina (Haer. 57 "Noecianos"), mas as fontes dele para o capítulo 62 (Sabelianos) são menos claras. O maior crítico do sabelianismo foi Tertuliano, que o chamou de "Patripassianismo" em Adversus Praxeas (cap. I), das palavras latinas pater ("pai") e passio do verbo "sofrer", pois o movimento pregava que Deus Pai teria sofrido na cruz. É importante notar que as  únicas fontes que sobreviveram sobre o sabelianismo são de autoria de seus detratores. Acadêmicos hoje em dia não concordam sobre o que exatamente Sabélio e Práxeas ensinaram. É fácil supor que Tertuliano e Hipólito tenham exagerado ou interpretado maliciosamente as opiniões de seus adversários.
Tertuliano parece afirmar que a maioria dos crentes naquele tempo favoreciam o ponto de vista sabeliano da unicidade de Deus. Epifânio de Salamina (Adv Haeres 62), por volta de 375, relata que os aderentes do sabelianismo ainda podem ser encontrados em grande quantidade, tanto na Mesopotâmia e em Roma. O primeiro Primeiro Concílio de Constantinopla (381), no cânone VII, e o Terceiro Concílio de Constantinopla (680), no cânone XCV, declararam que o batismo de Sabélio era inválido, o que indica que a crença ainda existia na época.

### Outras
- Em 225, Hipólito de Roma citou-os sob o nome de "noecianos" em sua obra "Refutação de todas as heresias": E alguns deles concordam com a heresia dos noecianos e afirma que o próprio Pai é o Filho e que Ele é que foi gerado e sofreu e morreu. Sobre estes, eu voltarei para oferecer uma explicação de maneira mais exata, pois esta heresia deles já deu motivo para muitas maldades..[18]

- Dionísio de Roma escreveu uma obra chamada "Contra os Sabelianos", na qual ele afirma:"Na verdade seria justo lutar contra aqueles que, ao dividir e rasgar a monarquia, que é o mais augusto dos anúncios da Igreja de Deus em, como se fossem três poderes e distintas substâncias (hipóstases) e três divindades, destruindo-a. Pois eu ouvi que alguns que pregam e ensinam a palavra de Deus entre vocês professam esta opinião, que de fato é, por assim dizer, diametralmente oposta à opinião de Sabélio. Pois ele blasfema ao dizer que o próprio Filho é o Pai e vice-versa."[19]

- Tertuliano também escreveu uma obra inteira contra os sabelianos, chamada "Contra Práxeas", onde ele defende ferozmente o trinitarismo, contrapondo suas ideias às de Práxeas, a quem ele faz a seguinte afirmação: "Não, mas você de fato blasfema, pois você alega não somente que o Pai morreu, msa que Ele morreu a morte na cruz. Pois amaldiçoados são os que são enforcados numa árvore - uma maldição que, seguindo a Lei, é compatível com o Filho (no sentido de que Cristo foi feito uma maldição para nós, mas certamente não o Pai); mas como, porém, você converte Cristo no Pai, você também é culpado de blasfêmia contra o Pai."[20]

## Influências
Tanto Michael Servetus quanto Emanuel Swedenborg tem sido interpretados como sendo proponentes do modalismo. Ambos descreveram deus como sendo "Uma Pessoa Divina", Jesus Cristo, que tem uma "Alma Divina de Amor", "Mente Divina de Verdade" e "Corpo Divino de Atividade". Jesus, por um processo de união de sua forma humana com o Divino, se tornou inteiramente um com sua alma divina do Pai a ponto de não haver mais distinção de personalidade.

## Ministério Voz da Verdade
No Brasil o Ministério Voz da Verdade é o grupo unicista mais conhecido, ao lado dos Pentecostais do Nome de Jesus. 
Esse grupo religioso ficou conhecido no meio evangélico por causa do conjunto de mesmo nome. O Pastor e vocalista Carlos A Moysés costuma distribuir em seus shows, um CD cujo título é O Mistério de Deus – Cristo. Nele o referido pastor faz apologia das doutrinas unicistas, que sustenta haver uma única pessoa que se manifestou ora como Pai, ora como o Filho e como Espírito Santo cujo nome seria Jesus. Prega ainda o batismo somente em nome de Jesus.
Os louvores do Voz da Verdade são cantados em todas as denominações evangélicas do Brasil e no Mundo[carece de fontes?] por conterem belas melodias e canções bem feitas para o contexto cultural brasileiro. "Chuva de Sangue", "Pra quê?", "Santo", "Sangue de Deus", "Eu e Deus", dentre outras, tem mensagens unicistas que passam desapercebidas pelo trinitário, tamanha a complexidade do conceito trindade, mesmo para os adeptos desta teoria; ao mesmo tempo em que passa a ser debatida outra questão: se de fato é uma heresia, como não percebem seu tema supostamente anti-bíblico?
A Igreja Voz da Verdade continua ativa, gravando CDs e se apresentando em todo o Brasil, seja em eventos, ao lado de cantores trinitários, seja nas próprias igrejas Trinitárias.
Em debates em TVs em rádio, como no Programa Vejam Só, pastores da Igreja nunca foram chamados para debater o tema e em 2009, na Rádio Melodia o Pastor Silas Malafaia em debate com o pastor unicista Ruan Carlos, chamou de "doutrina velhaca", partindo para cima do unicista com gritos histéricos aos 00:30:00 (trinta minutos) "aqui tem homem!".

### Pentecostais do Nome de Jesus
Os Pentecostais do Nome de Jesus ensinam que o Pai (um ser divino) está unido com Jesus (um homem) como o Filho de Deus. Porém, há diferenças significativas com o modalismo sabeliano, pois eles rejeitam o sequencialismo modal e aceitam completamente a crença de que a humanidade do Filho foi criada (e não é eterna), que foi o homem Jesus que nasceu, foi crucificado e ressuscitou.
Esta denominação cristã acredita portanto que o Cristo (Messias) foi "Filho" apenas quando se tornou humano na terra (encarnando como o homem Jesus), mas que era o Pai antes de ser feito homem. Eles se referem ao Pai como "Espírito" e ao Filho como "Carne". Mas eles acreditam que Jesus e o Pai era essencialmente uma pessoa operando como diferentes "manifestações". Eles rejeitam ainda a doutrina da Trindade como sendo "pagã" e não prescrita na Bíblia e acreditam na "doutrina do Nome de Jesus" no que diz respeito aos batismos. Eles são frequentemente referidos como "modalistas" ou "sabelianos" ou "Só Jesus".
Porém, não é certo que Sabélio tenha ensinado um modalismo dispensacional ou ensinado o que hoje é a doutrina do Pentecostalismo do Nome de Jesus uma vez que todas as suas obras se perderam.